# 玉城史也
玉城 史也（たまき ふみや、1993年7月23日 - ）は、埼玉県出身のプロサッカー選手。ポジションは、ミッドフィールダー（MF）。

## 来歴
柏レイソル、横浜F・マリノス、浦和レッズの下部組織出身。野洲高校を経て、進学した関西国際大学では、4年次に主将を務めた。
2016年より、カマタマーレ讃岐へ加入。プロの厳しさの前に出場機会が1試合にとどまる中、2017年10月5日、練習中に負傷。左膝内側側副靱帯断裂、全治8週間の診断を受け離脱。そのままシーズン末に契約期間満了の通告を受けて退団した。
2018年、FCティアモ枚方へ移籍。しかしこの年に契約満了。

## 所属クラブ
ユース経歴
- 北浦和サッカースポーツ少年団
- 柏レイソルジュニア
- 横浜F・マリノスプライマリー新子安
- 浦和レッドダイヤモンズジュニアユース
- 滋賀県立野洲高等学校
- 関西国際大学

プロ経歴
- 2016年 - 2017年  カマタマーレ讃岐
- 2018年   FCティアモ枚方

## 個人成績
| 国内大会個人成績 | 国内大会個人成績 | 国内大会個人成績 | 国内大会個人成績 | 国内大会個人成績 | 国内大会個人成績 | 国内大会個人成績 | 国内大会個人成績 | 国内大会個人成績 | 国内大会個人成績 | 国内大会個人成績 | 国内大会個人成績 |
| 年度             | クラブ           | 背番号           | リーグ           | リーグ戦         | リーグ戦         | リーグ杯         | リーグ杯         | オープン杯       | オープン杯       | 期間通算         | 期間通算         |
| 年度             | クラブ           | 背番号           | リーグ           | 出場             | 得点             | 出場             | 得点             | 出場             | 得点             | 出場             | 得点             |
| 日本             | 日本             | 日本             | 日本             | リーグ戦         | リーグ戦         | リーグ杯         | リーグ杯         | 天皇杯           | 天皇杯           | 期間通算         | 期間通算         |
| ---------------- | ---------------- | ---------------- | ---------------- | ---------------- | ---------------- | ---------------- | ---------------- | ---------------- | ---------------- | ---------------- | ---------------- |
| 2016             | 讃岐             | 17               | J2               | 1                | 0                | -                | -                | 0                | 0                | 1                | 0                |
| 2017             | 讃岐             | 18               | J2               | 0                | 0                | -                | -                | 0                | 0                | 0                | 0                |
| 2018             | 枚方             | 21               | 関西1部          |                  |                  | -                | -                |                  |                  |                  |                  |
| 通算             | 日本             | 日本             | J2               | 1                | 0                | -                | -                | 0                | 0                | 1                | 0                |
| 通算             | 日本             | 日本             | 関西1部          |                  |                  | -                | -                |                  |                  |                  |                  |
| 総通算           | 総通算           | 総通算           | 総通算           | 1                | 0                | -                | -                | 0                | 0                | 1                | 0                |

出場歴
- Jリーグ初出場 - 2016年6月19日 J2第19節 vsロアッソ熊本（ベストアメニティスタジアム）